# Thomas More
Sir Thomas More  (lat. Toma Morus) (London, 7. veljače 1477. – London, 6. srpnja 1535.), 
engleski pravnik, humanist i državnik. Svetac je i mučenik Katoličke Crkve, među prvima od mnogih katolika koji je kraljevska vlast Engleske pogubila kako bi osigurala odvajanje Engleske i Walesa od Katoličke Crkve.

## Odvjetništvo
Nakon školovanja u Oxfordu, u dobi od 16 godina je po želji oca, koji je bio sudac, stupio u pripravništvo kod New Inn, jedne od četiri tradicionalne odvjetničke komore (bar) u Engleskoj. U dobi od 24 godine je, zadovoljivši kriterije za samostalno obavljanje odvjetništva, postao ovlašteni odvjetnik (barister).

## Humanizam
Pragmatični zahtjevi naobrazbe za potrebe bavljenja pravom nisu ga odvratili od stjecanja najšireg znanja, te je kao iznimni erudit postao intelektualcem europskog glasa. 
Prema procjeni engleskoga kralja Henrika VIII., Thomas More je bio među najboljim tadašnjim znanstvenicima. Bio je humanist i prijatelj Erazma Roterdamskog. More je bio čovjek čestita karaktera, nježne duhovnosti i britka uma.

## Utopija
Godine 1516. je u Leuvenu u Belgiji objavljena njegova knjiga Utopia (urednik tog izdanja je bio Erazmo Roterdamski, najugledniji znanstvenik toga doba), gdje je u obliku romana raspravio pitanja političke teorije i ideala savršenog društva, polazeći od najboljih europskih tradicija, ali i od kritike svih promašaja tada aktualnih poredaka u kršćanskoj Europi. Kao jedan od ideala postavio je načelo vjerske tolerancije, koje u tadašnjoj Europi (i zapravo nigdje) još nije postojalo. To je njegovo djelo postalo klasikom političke misli.
Nekoliko stoljeća poslije Friedrich Engels i Karl Marx uvrstili su ga među junake komunizma jer mu se u Utopiji predbacuje komunistički nazor.

## Obiteljski život
Iz prvog braka s Jane Colt, s kojom se oženio 1505. godine, imao je četvero djece: Margaret, Elizabeth, Cicely i Johna. Nakon smrti supruge Jane 1511. god., oženio se s udovicom Alice Middleton, koja je iz prvoga braka imala kćer Margaret.
Za ono doba doista avangardno, osigurao je klasično obrazovanje i za svoju žensku djecu - u bogatim kućama davala im se poduka u finom ručnom radu, poznavanju stranih jezika, manirama, te u znanjima potrebnima da se upravlja kuharicama i sluškinjama - daje poduka iz klasičnog grčkoga i latinskog jezika, i to studiranjem klasičnih djela književnosti, povijesti, filozofije, astronomije i drugih temeljnih znanosti. 
Njegova kći Margaret Roper (1505. – 1544.) poslije će postati priznata prevoditeljica i nakladnica koja je, među ostalim, zaslužna za prijevod Povijesti Crkve starokršćanskog autora Euzebija Cezarejskog s klasičnog grčkog na latinski jezik. 
Moreova pastorka Margaret Clement (1508. – 1570.) također je bila znamenita kao jedna od najnaobraženijih žena svojega doba.

## Reformacija
Kao intelektualac u vrijeme rasprave u kršćanskoj reformaciji - tj. u vrijeme nastanka protestantizma - More je objavio 1523. godine Responsio ad Lutherum (Odgovor Lutheru), u kojoj brani proglas engleskog kralja Henrika VIII. Defence of the Seven Sacraments ('Obrana sedam sakramenata') iz 1521. godine, od kritika koje je iznio Martin Luther u raspravi Contra Henricum Regem Anglie ('Protiv Henrika kralja Engleske') iz 1522. godine.
Moreovo poštenje i konzervativnost u vjerskim pitanjima zbližilo ga je kraljicom Katarinom.
Nakon obnašanja više drugih visokih dužnosti u državnoj vlasti, u listopadu 1529. godine postao je Lord Kancelar (drugim riječima: premijer) Engleske. Kao izrazito gorljivi katolik, nastojao je onemogućiti razvoj događaja kakav se tih godina dogodio u Švedskoj, gdje je parlament proglasio Gustava I. Vasu poglavarom Švedske crkve, te u Pruskoj, gdje je parlament slično odlučio u korist vojvode Alberta I. Niz je protestanata završilo u zatvorima (neki su tvrdili da je neke od njih More dao tjelesno kažnjavati, što izgleda nije bilo točno - u svakom slučaju, More je to energično poricao), a šestorica protestanata kažnjena je smrću.

## Na dvoru Henrika VIII.[3]
Henrik VIII. i njegova supruga, Katarina Aragonska, poštovali su Morea. Kralj ga je pozvao na dvor, što je More prihvatio tek nakon dugog oklijevanja. Bio je nesretan što zbog javne funkcije mora napustiti Chelsea i mir svog doma. U kasnijim godinama Henrik će Moreu zamjeriti nedostatak oduševljenja za rad na dvoru. Čak je ustvrdio da mu se More na taj način "smije u lice".

More, kao što se i pribojavao, nije volio biti na kraljevskom dvoru:
"Ovdje se osjećam loše poput jahača u sedlu."
Međutim kralj je bio "uljudan i ljubazan", pa se potrudio da se More osjećao dobrodošlim. Isticao je njihovo prijateljstvo kao posebno te pokazivao da shvaća što je More žrtvovao kako bi mu udovoljio:
"Ne bih trebao misliti da moja prisutnost na bilo koji način smeta vašim kućnim užicima.", rekao mu je Henrik, zainteresiran za tog posebnog, šutljivog, nezemaljskog čovjeka, koji se činio tako zadovoljan među svojim knjigama, obitelji i životinjama.
Kad bi kraljevski par objedovali sami, često bi znali pozvati Morea "kako bi se veselio s njima". Toliko su uživali u njegovu društvu da je "jedva uspijevao jednom na mjesec otići kući svojoj ženi i djeci". Kralj je često pozivao Morea na privatne razgovore tijekom kojih su satima sjedili razgovarajući o astronomiji, geometriji i teologiji.

## Pad iz kraljeve milosti
Kada je kralj Henrik VIII. tražio od Morea podršku u njegovom nastojanju da ishodi poništenje braka s kraljicom Katarinom, More nije pružio podršku toj namjeri. U tim je trenutcima od španjolskog veleposlanika opisan kao "dobar sluga kraljici".
Kada ga je u travnju 1532. godine kralj zatražio da mu katoličko svećenstvo prisegne na odanost kao poglavaru Engleske Crkve, More je u svibnju iste godine podnio ostavku na dužnost lorda kancelara.
U doba kada su europske sile uglavnom stale na stranu Pape, a protiv Henrika VIII. u njegovom nastojanju da podčini crkvene poslove svojoj volji (u to doba, Crkva je obavljala poslove socijalne skrbi, obrazovanja i zdravstva, te je za financiranje tih svrha raspolagala možda trećinom svih zemljišnih posjeda u kraljevstvu: Henrikovi dvorani će poslije pretvoriti brojne samostane u svoje dvorce, a crkvene posjede u osnove novoproizvedenih grofovskih i barunskih loza), kralju je bilo izrazito važno da Thomas More prisegne na odanost kralju kao poglavaru Engleske crkve. Također je kralju bilo važno da More prisegne na odanost njegovoj novoj supruzi Ani Boleyn kao kraljici i djeci A. Boleyn kao legitimnim nasljednicima ispred princeze Marije, Henrikove kćeri iz braka s Katarinom Aragonskom.
More se o tim zahtjevima - prisegu su pod prijetnjom smrtne kazne morali polagati svi ljudi znatnijeg društvenog položaja u Engleskoj - nije htio očitovati, zajedno s biskupom sv. Ivanom Fisherom. Međutim, poslao je svoju djecu da polože prisegu, zacijelo imajući u vidu da prema katoličkom nauku prisega dana pod prisilom nije važeća.  

## Pogubljenje

### Optužbe
Nakon što nije htio nazočiti krunidbi Ane Boleyn u svibnju 1533., optužen je zbog korupcije, a poslije i zbog raznih drugih djela. Od tih se optužbi More, kao jedan od najboljih pravnika svojega vremena, uspješno obranio. 
Potom je 1534. godine parlament donio propis kojim je proglašeno izdajom (i kažnjivo smrću; kazna se imala izvršiti uz kastriranje, vađenje crijeva iz utrobe i raščetvaranje osuđenika) bilo što govoriti protiv doktrine o kraljevoj vlasti nad Crkvom. 

### Suđenje
More je optužen da je (i) to učinio. Na sudu se pokazalo da nema dokaza da je on ikada rekao išta čime bi dovodio u pitanje kraljeva prava. More je, naime, šutio, i odbijao dati prisegu - što je, međutim, čitava Engleska i Europa mogla iščitati kao njegovo protivljenje doktrini da kralj ima zadnju riječ u vjerskim pitanjima i da je u svim stvarima nadređen Crkvi. 
Naposljetku se kao svjedok javio glavni državni tajnik Richard Rich, koji je pred porotom sastavljenom od plemstva prisegnuo da je baš njemu - nakon što je pred svim drugim tužiteljima, sudcima i prisutnima More uporno šutio - More izrekao da je vrhovni poglavar Crkve Papa, a ne Kralj (R. Riche je na posve jednaki način svjedočio i protiv sv. Ivana Fishera, koji je također, navodno, jedino Richardu Richu objavio svoje protivljenje Kralju). Temeljeći presudu na tom jedinom dokazu, porota (u njoj su bili otac i brat kraljice Ane, čijem krunjenju More nije htio nazočiti) proglasila je Thomasa Morea krivim. More je nakon izricanja presude i prije izricanja kazne (zakon iz studenog 1534. je za "zlodjelo" osporavanja prava svjetovnom vladaru Engleske da ureduje u duhovnim pitanjima predviđao isključivo smrtnu kaznu) pred sudom iznudio - engleskim zakonom zajamčeno - pravo da se očituje o presudi: kao pravnik, upozorio je da je presuda ništetna, jer se temelji na nevaljanim (danas bi se reklo: protuustavnim) zakonima, koji su protivni Magna Chartai (efektivni Ustav Engleske), međunarodnim i Božjim zakonima, kako su u krilu Crkve tumačeni od njezinih početaka. Time je, prema prosudbi sudaca, potvrdio da je kriv: naime, osporavati baš taj konkretni ("protuustavni") Zakon o vrhovništvu  (engl. Act of Supremacy) bilo (tim istim zakonom) proglašeno izdajom.

### Smaknuće
Kralj je odredio da se Morea ne mora pogubiti na način predviđen za izdajice, nego da je dostatno odrubiti mu glavu. Smrtna kazna je izvršena 6. srpnja 1535. godine.

Tijekom postupaka koji su se vodili protiv njega napisao je More A Dialogue of Comfort against Tribulation ('Dijalog utjehe u nevoljama', 1553.) i nekoliko drugih djela koja su zapažena kao dobro duhovno štivo. Čak i Katekizam Katoličke Crkve Sv. Ivana Pavla II. iz 1994. godine teško pitanje nevolja koje trpe pravedni ljudi citira njegove riječi iz pisma koje je kćeri Margaret Roper uputio iz zatvora, pred suđenjem i smrti: 
„Ništa se ne može dogoditi što Bog ne bi htio. A sve što on hoće, koliko nam se god moglo činiti lošim, upravo je najbolje za nas.”

## Spomen nakon smrti
Papa Lav XIII. kanonizirao ga je zajedno s kardinalom Ivanom Fisherom 1886. godine. Proglašen je zaštitnikom ljudi iz vlasti i političara, jer je svoje "neotuđivo dostojanstvo savjesti" znao posvjedočiti sve do mučeništva. Zajedno sa sv. Ivanom Fisherom, njegov se spomen održava 22. lipnja 2020. god., na dan kada je 1535. godine pogubljen sv. Ivan Fisher.
Od 1980. godine, Thomasa Morea, kao "mučenika reformacije", zajedno sa sv. Ivanom Fisherom spominje i Anglikanska zajednica, na obljetnicu Moreove smrti 6. srpnja.
Engleska crkva do danas nije u zajedništvu s Katoličkom Crkvom, i s vremenom je poprimila dosta protestantskih značajki. U postupku oduzimanja imanja Crkvi i zabranjivanja veza katolika Engleske i Walesa s Rimom, pogubile su državne vlasti - polazeći od istog Zakona o vrhovništvu, koji je donesen kao odgovor na neobični zahtjev Henrika VIII. za poništenje njegovog braka koji je trajao desetljećima - mnogo stotina katolika, od kojih je Katolička Crkva 285 proglasila blaženima, a kanonizirala njih 43. Pretežni dio njih je bio ubijen na najokrutniji način, tako da ih se najprije vješalo, potom još žive davilo u vodi i na kraju raščetvorilo. Zakon o vrhovništvu je 1554. godine stavila izvan snage kraljica Marija I., ali su zakon odgovarajućeg sadržaja ponovo donijeli za vladavine kraljice Elizabete I. 1558. god.; do danas je ostala na snazi njegova točka VIII., prema kojoj je engleskom monarhu "temeljem autoriteta Parlamenta" povjereno upravljanje Engleskom crkvom - iako je u međuvremenu dana sloboda djelovanja i drugim vjerskim zajednicama. U Škotskoj je odgovarajući zakon donesen 1560. godine pod imenom Papal Jurisdiction Act; od tog je zakona do danas ostala na snazi odredba da Papa nema jurisdikcije u Škotskoj, nego da u vjerskim pitanjima sude škotski sudovi i odlučuju druga državna tijela. S obzirom na to da je katolička hijerarhija obnovljena u Velikoj Britaniji tijekom 19. stoljeća bez pribjegavanja državnih vlasti tome zakonu, jasno je da odredbe zakona koje zabranjuju i propisuju kazne zbog poslušnosti vjerskom vodstvu Pape više nisu u primjeni. U Engleskoj ima danas preko 4 milijuna pripadnika Katoličke crkve.

## Vanjske poveznice
|  | Zajednički poslužitelj ima još gradiva o temi Thomas More |
|  | Wikicitati imaju zbirke citata o temi Thomas More         |